# Hospital Oftalmològic Sant Joan de Jerusalem
L'Hospital Oftalmològic Sant Joan de Jerusalem és una fundació benèfica que opera un hospital oftalmològic a Jerusalem Est i gestiona diverses clíniques i hospitals en la Franja de Gaza i Cisjordània (Estat de Palestina). El grup hospitalari és propietat del Venerable Orde de Sant Joan.
L'hospital central és a Jerusalem Est, i és el major proveïdor de serveis oftalmològics en els territoris palestins. Els pacients reben atenció mèdica sense importar les seves creences, ètnia, religió o mitjans econòmics. La seu actual de l'hospital va ser inaugurada en 1960, i es troba en el carrer Nashashibi del barri de Sheik Jarrah, a Jerusalem Est.
El grup hospitalari St. John of Jerusalem Eye Hospital Group (SJEHG) per les seves sigles en anglès, és actualment l'únic proveïdor benèfic de cures oftalmològiques a Gaza, Cisjordània, i Jerusalem Est.
L'hospital oftalmològic principal de Jerusalem Est, està totalment equipat i acreditat (ISO) per una comissió internacional conjunta. l'hospital té una capacitat de 49 llits i és gestionat per un equip especialistes, cirurgians, doctors, paramèdics, voluntaris vinguts de l'estranger i infermeres. L'hospital disposa d'un modern departament per a pacients externs, i el centre ofereix serveis especialitzats en cornea, retina i pediatria. L'hospital té una unitat de recerca.
L'hospital té 2 sales d'operacions, equipades amb l'equip més modern disponible, que ofereixen un servei d'emergència les 24 hores, en aquestes sales d'operacions es realitza tota mena de cirurgia ocular. El tractament no sempre és fàcil a causa de les restriccions a l'ocupació i al moviment de les persones, tant per al personal del centre com per als pacients de la regió.
Malgrat les dificultats, l'hospital va oferir tractament mèdic a més de 42.100 pacients a Jerusalem Est en 2016, i va realitzar més de 3.800 operacions quirúrgiques. L'hospital atreu a un nombre important de voluntaris i metges vinguts de tot el món, que no només ajuden a tractar als pacients, sinó que també ensenyen i entrenen al personal mèdic local.